# Nathen Page
Nathen Page (* 23. August 1937 in Leetown (West Virginia); † 8. März 2003 in Bradenton) war ein US-amerikanischer Jazz-Gitarrist.

## Musikalischer Werdegang
Page begann mit acht Jahren Gitarre als Autodidakt zu spielen und wurde mit dem Jazz in der Armee-Big-Band bekannt. Nach seinem zweijährigen Armeeaufenthalt zog er nach Washington, wo er zunächst in Jimmy Crawfords Band spielte. Ab 1965 spielte der Gitarrist für fünf Jahre mit dem Organisten Jimmy Smith und ging in den USA und Europa mit ihm auf Tournee.
Page begleitete unter anderem Roberta Flack, Herbie Mann, Jackie McLean, Dr. Lonnie Smith und Sonny Rollins. 1980 zog der Gitarrist nach Florida und spielte überwiegend in örtlichen Clubs. Nathen Page spielte hier auch E-Bass und Klavier. Page veröffentlichte mehrere Aufnahmen mit seinem eigenen Quartett.

## Diskographie unter eigenem Namen (Auswahl)
- Page 1
- Page 2
- Nathen Page plays
- A Page of Ellington
- Thinking of You
- The other Page
- Page-Ing Naten[1]